# Elfquest
Elfquest is een Amerikaanse stripreeks, die gaat over de wereld van de twee manen. De reeks is geschreven door Wendy en Richard Pini en verscheen vanaf 1978.

## Inhoud
Elfquest is een Amerikaanse stripreeks, met invloeden uit de wereld van fantasy, science-fiction, drama en is een mix van onder meer Amerikaanse comics en Japanse manga's qua stijl en invloed.
Oorspronkelijk vertelde het een continue verhaallijn, welke zich aanvankelijk concentreerde rond een kleine groep elfen, de wolfrijders, die proberen te overleven in een vijandige wereld. Gaandeweg begint die wereld voor hen, nadat hun thuis, de Borg, door kwaadwillige mensen in brand werd gestoken, zich te openbaren. Het voornaamste personage, stamhoofd Snijer, begint als een jonge en nog onervaren elf zijn stam nog maar net te leiden wanneer hij hen mee neemt op een reis naar een nieuw bestaan, welke al snel uitmondt in een heuse zoektocht naar het ontstaan van hun soort en hun plaats in de wereld. Zowel in gezelschap van zijn trouwe metgezel Hemelwijs als met de hele stam neemt hij de Wolfrijders, en de lezers, mee op een fantastische reis, doorkruist met avontuur, ontdekking, tragedie en een beter begrip van wie ze zijn, en waar ze vandaan komen.
Daarbij komen ze diverse andere elfenstammen tegen, zoals het Zonnevolk, dat midden in de woestijn verblijft in een oase genaamd 'Zorgeloos' (Engels: Sorrow's End), de Vliegers in de Blauwe Berg en de oudste stam onder de elfen, de Teruggangers (Go-Backs) en, eeuwen later, in een Nieuwe Wereld, de Golfdansers (Wavedancers). Door een magische band, "erkenning" genoemd, worden alle stammen terug met elkaar op de één of andere manier verbonden, wat uitmondt in het heroveren van het Paleis der Allerhoogsten, hun aller voorouders, en een groter begrip van hun ware herkomst.
Het verhaal eindigt hier niet, want vermits zij een deel zijn van de wereld, is het verwerven en behouden van hun plaats er in des te belangrijker geworden...

## Nederlandse uitgaven
De stripreeks werd in de Verenigde staten uitgegeven in comicvorm. In Nederland, via Uitgeverij Arboris, verscheen het in een groter stripformaat met hardcover, waarvan het eerste nummer omstreeks 1978 uit werd gegeven. 
De reeks werd naarmate het hoofdverhaal vorderde uitgebreid met nevenverhalen, oftewel 'spin-offs' die gerelateerde verhalen vertellen, waarvan sommige verhalen in de reeks 'Verborgen Jaren' werden gebundeld voor de Nederlandse uitgaven. met verhalen rond de voorgangers van Snijer of verhalen uit het leven voor de queeste, maar ook verhalen die parallel gebeurden met de hoofdreeks. In de VS verschenen er zo meerdere reeksen naast elkaar, waaronder The Hidden Years, Wolfblood, Kahvi, Blood of Ten Chiefs, Wavedancers en zo voort. Sommige verhalen waren dermate met het hoofdverhaal verbonden dat ze samen werden gepubliceerd (zoals de lotgevallen van Snijers dochter Amber wanneer zij als jongvolwassene een deel van de stam gaat leiden, tot aan het ultieme gevecht met Winnowill). Andere verhalen zijn tot op heden niet vertaald. Dit geldt onder andere voor de reeks 'Wavedancers', de lotgevallen van Darts stam, wat er allemaal gebeurde in Zorgeloos, de meeste verhalen van Kahvi of wat Rayek beleeft nadat hij in vrijwillige ballingschap gaat. Deze reeksen staan meer los van het hoofdverhaal verband. 
Momenteel loopt de reeks niet meteen verder, al zijn er plannen om de nog zeer rijke schat aan verhalen in de nabije toekomst mogelijks te publiceren in gelijkaardige vorm. 

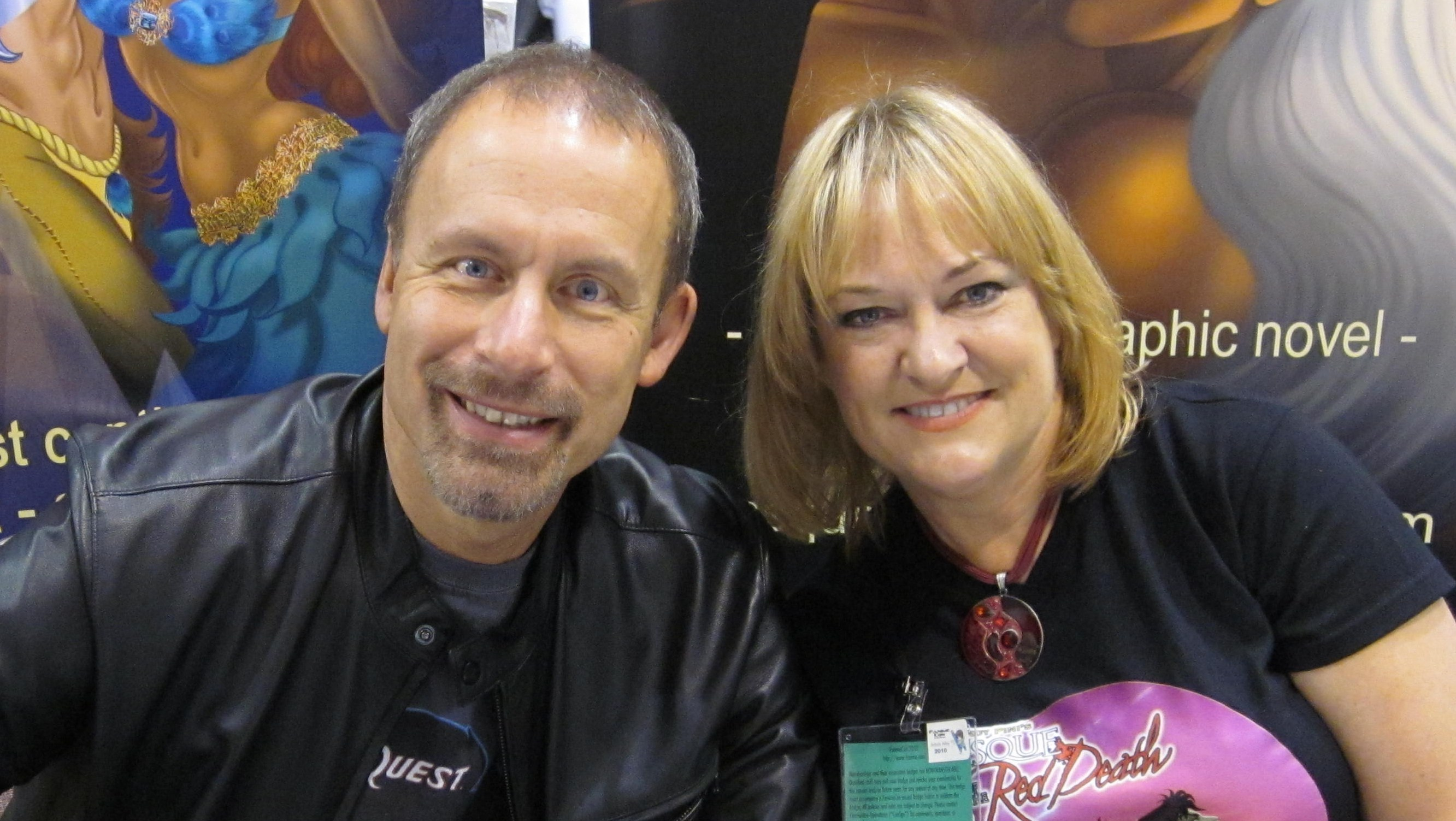
Richard en Wendy Pini

## Albums
De reeks is een aaneensluitend verhaal, welke echter op kan worden gebroken in zogenaamde cycli, die rond een bepaald centraal thema draaien. 
Tot album 47 wordt er met een enkele verhaallijn gewerkt, vanaf nummer 47 is de reeks in het Nederlands een combo van het hoofdverhaal rond Snijer, 
de tweede helft wordt bepaald door de avonturen en de groei van zijn dochter Amber, tot en met album 61. 
1 - De eerste tocht. Albums 1 tem 5. Snijer en zijn stam moeten noodgedwongen een nieuwe thuis zoeken en komen zo in contact met het Zonnevolk.
2 - De Queeste. Albums 6 tem 14. Snijer en Hemelwijs, en uiteindelijk het grootste deel van zijn stam, gaan op zoek naar hun oorsprong en komen in contact met de Vliegers.
3 - Strijd om het Paleis. Albums 15 tem 20. De wolfrijders worden meegesleurd door Voll, heer der Vliegers en raken betrokken in de strijd om hun erfenis: het Paleis van de Allerhoogsten.
4 - De Blauwe Berg. albums 21 tem 28. Het kwade in de vorm van Winnowill wordt bekampt in een poging de Vliegers en de elfen van haar boosaardigheid te bevrijden. 
5 - Koningen van het Gebroken Wiel. Albums 29 tem 37. Geelhaar krijgt een mentale noodkreet te horen. Met het door Rayek's toedoen herstelde paleis, reizen de elfen naar een nieuwe wereld, 
waarna hij het Paleis vooruit laat springen in de tijd met de bedoeling de ramp die hen eonen geleden deed stranden ongedaan te maken. Uiteindelijk gebeurt dit niet. 
6- De nieuwe weg. Albums 38 tem 46. In het nieuwe land worden oude vetes ingelost, maar ontstaat een nieuwe queeste als Winnowill een nieuwe poging onderneemt het Paleis en het elfenras te onderwerpen. Snijer wil het voortbestaan van de Wolfrijders verzekeren en splitst de stam, met de groep die niet aan de strijd deel zal nemen onder leiding plaatsend van zijn dochter Amber. 
7 - Elven versus Grohmul Djun. Albums 47 tem 61. Dubbele reeks met het eerste deel concentrerend op de strijd van Snijers groep tegen de Djun, de groep onder leiding van Amber die een veilige haven zoeken om de stam te laten voortbestaan.
8 - Dromentijd. Albums 62 tem 65. Korte verhaalreeks over hoe de Wolfrijders blijkbaar droomden in de tijd tussen albums 35 en 36 en welke betekenis ze heeft. 
| Nummer | Titel                         | Uitgevers(s)                | Schrijver(s)                                    | Tekenaar(s) |
| ------ | ----------------------------- | --------------------------- | ----------------------------------------------- | ----------- |
| 1      | De wolfrijders                | Aboris B.V., éditions Vents | Wendy Pini, Richard Pini                        | Wendy pini  |
| 2      | De barre tocht                | Aboris B.V., éditions Vents | Wendy Pini, Richard Pini                        | Wendy pini  |
| 3      | De tweestrijd                 | Aboris B.V., éditions Vents | Wendy Pini, Richard Pini                        | Wendy pini  |
| 4      | Het lied van de wolf          | Aboris B.V., éditions Vents | Wendy Pini, Richard Pini                        | Wendy pini  |
| 5      | De stem van de zon            | Aboris B.V., éditions Vents | Wendy Pini, Richard Pini                        | Wendy pini  |
| 6      | De speurtocht begint          | Aboris B.V., éditions Vents | Wendy Pini, Richard Pini                        | Wendy pini  |
| 7      | In de greep van de trollen    | Aboris B.V., éditions Vents | Wendy Pini, Richard Pini                        | Wendy pini  |
| 8      | De symbolenschilder           | Aboris B.V., éditions Vents | Wendy Pini, Richard Pini                        | Wendy pini  |
| 9      | De zeilsteen                  | Aboris B.V., éditions Vents | Wendy Pini, Richard Pini                        | Wendy pini  |
| 10     | Het verboden bos              | Aboris B.V., éditions Vents | Wendy Pini, Richard Pini                        | Wendy pini  |
| 11     | De vogelgeesten               | Aboris B.V., éditions Vents | Wendy Pini, Richard Pini                        | Wendy pini  |
| 12     | De grote twijfel              | Aboris B.V., éditions Vents | Wendy Pini, Richard Pini                        | Wendy pini  |
| 13     | Het geheim van de wolfrijders | Aboris B.V., éditions Vents | Wendy Pini, Richard Pini                        | Wendy pini  |
| 14     | De val                        | Aboris B.V., éditions Vents | Wendy Pini, Richard Pini                        | Wendy pini  |
| 15     | Aanslag in de bergen          | Aboris B.V., éditions Vents | Wendy Pini, Richard Pini                        | Wendy pini  |
| 16     | De teruggangers               | Aboris B.V., éditions Vents | Wendy Pini, Richard Pini                        | Wendy pini  |
| 17     | De eerste slag                | Aboris B.V., éditions Vents | Wendy Pini, Richard Pini                        | Wendy pini  |
| 18     | De schat                      | Aboris B.V., éditions Vents | Wendy Pini, Richard Pini                        | Wendy pini  |
| 19     | De trollenstrijd              | Aboris B.V., éditions Vents | Wendy Pini, Richard Pini                        | Wendy pini  |
| 20     | Het paleis                    | Aboris B.V., éditions Vents | Wendy Pini, Richard Pini                        | Wendy pini  |
| 21     | Het net van de wraak          | Aboris B.V., éditions Vents | Wendy Pini, Richard Pini                        | Wendy pini  |
| 22     | De havikrijder                | Aboris B.V., éditions Vents | Wendy Pini, Richard Pini                        | Wendy pini  |
| 23     | Het luchtgevecht              | Aboris B.V., éditions Vents | Wendy Pini, Richard Pini                        | Wendy pini  |
| 24     | De strijd bij de Blauwe berg  | Aboris B.V., éditions Vents | Wendy Pini, Richard Pini                        | Wendy pini  |
| 25     | De bewaarders                 | Aboris B.V., éditions Vents | Wendy Pini, Richard Pini                        | Wendy pini  |
| 26     | Het hol van het verraad       | Aboris B.V., éditions Vents | Wendy Pini, Richard Pini                        | Wendy pini  |
| 27     | De kamer van het ei           | Aboris B.V., éditions Vents | Wendy Pini, Richard Pini                        | Wendy pini  |
| 28     | Het uur van verzoening        | Aboris B.V.                 | Wendy Pini, Richard Pini                        | Wendy pini  |
| 29     | De schreeuw van verre         | Aboris B.V., éditions Vents | Wendy Pini, Richard Pini                        | Wendy pini  |
| 30     | De waanzin van Rayek          | Aboris B.V.                 | Wendy Pini, Richard Pini                        | Wendy pini  |
| 31     | De terugkomst van Timmain     | Aboris B.V.                 | Wendy Pini, Richard Pini                        | Wendy pini  |
| 32     | De vlucht van het paleis      | Aboris B.V.                 | Wendy Pini, Richard Pini                        | Wendy pini  |
| 33     | Het nieuwe land               | Aboris B.V.                 | Wendy Pini, Richard Pini                        | Wendy pini  |
| 34     | Het wiel van de tijd          | Aboris B.V.                 | Wendy Pini, Richard Pini                        | Wendy pini  |
| 35     | In de ban van de tijd         | Aboris B.V.                 | Wendy Pini, Richard Pini                        | Wendy pini  |
| 36     | Het slot onder de sterren     | Aboris B.V.                 | Wendy Pini, Richard Pini                        | Wendy pini  |
| 37     | Dreiging onder water          | Aboris B.V.                 | Wendy Pini, Richard Pini                        | Wendy pini  |
| 38     | Terug naar zorgeloos          | Aboris B.V.                 | Wendy Pini, Richard Pini                        | Wendy pini  |
| 39     | Rayek's eerste jacht          | Aboris B.V.                 | Wendy Pini, Richard Pini                        | Paul Abrams |
| 40     | De strijd beslecht            | Aboris B.V.                 | Wendy Pini, Richard Pini                        | Wendy pini  |
| 41     | Scherven!                     | Aboris B.V.                 | Wendy Pini, Richard Pini                        | Wendy pini  |
| 42     | Een nieuw begin               | Aboris B.V.                 | Wendy Pini, Richard Pini                        | Wendy pini  |
| 43     | De intocht van de Grohmul     | Aboris B.V.                 | Wendy Pini, Richard Pini                        | Wendy pini  |
| 44     | De list van Winnowill         | Aboris B.V.                 | Wendy Pini, Richard Pini                        | Wendy pini  |
| 45     | De lessen van Tyleet          | Aboris B.V.                 | Wendy Pini, Richard Pini                        | Wendy pini  |
| 46     | De splitsing                  | Aboris B.V.                 | Wendy Pini, Richard Pini                        | Wendy pini  |
| 47     | De eerste stappen             | Aboris B.V.                 | Wendy Pini, Richard Pini                        | Wendy pini  |
| 48     | Iets van vroeger, iets van nu | Aboris B.V.                 | Joellyn Auklandus, Elaine Lee, Wendy pini, Roko | Wendy pini  |
| 49     | De jacht op de kleurenrollen  | Aboris B.V.                 | Wendy Pini, Richard Pini                        | Wendy pini  |
| 50     | Muizenjacht                   | Aboris B.V.                 | Wendy Pini, Richard Pini                        | Wendy pini  |
| 51     | Als twee hoofden samenkomen   | Aboris B.V.                 | Wendy Pini, Richard Pini                        | Wendy pini  |
| 52     | Hoofd en hart                 | Aboris B.V.                 | Wendy Pini, Richard Pini                        | Wendy pini  |
| 53     | De boodschapper               | Aboris B.V.                 | Wendy Pini, Richard Pini                        | Wendy pini  |
| 54     | De kentering                  | Aboris B.V.                 | Wendy Pini, Richard Pini                        | Wendy pini  |
| 55     | Onthullingen                  | Aboris B.V.                 | Wendy Pini, Richard Pini                        | Wendy pini  |
| 56     | Confrontatie                  | Aboris B.V.                 | Wendy Pini, Richard Pini                        | Wendy pini  |
| 57     | De sleutel                    | Aboris B.V.                 | Wendy Pini, Richard Pini                        | Wendy pini  |
| 58     | Ondergronds                   | Aboris B.V.                 | Wendy Pini, Richard Pini                        | Wendy pini  |
| 59     | De hereniging                 | Aboris B.V.                 | Wendy Pini, Richard Pini                        | Wendy pini  |
| 60     | Herrijzenis                   | Aboris B.V.                 | Wendy Pini, Richard Pini                        | Wendy pini  |
| 61     | Het lot van een stamhoofd     | Aboris B.V.                 | Wendy Pini, Richard Pini                        | Wendy pini  |
| 62     | Dromentijd - eerste boek      | Aboris B.V.                 | Wendy Pini, Richard Pini                        | Wendy pini  |
| 63     | Dromentijd - tweede boek      | Aboris B.V.                 | Wendy Pini, Richard Pini                        | Wendy pini  |
| 64     | Dromentijd - derde boek       | Aboris B.V.                 | Wendy Pini, Richard Pini                        | Wendy pini  |
| 65     | Dromentijd - vierde boek      | Aboris B.V.                 | Wendy Pini, Richard Pini                        | Wendy pini  |